# Fairchild C-119

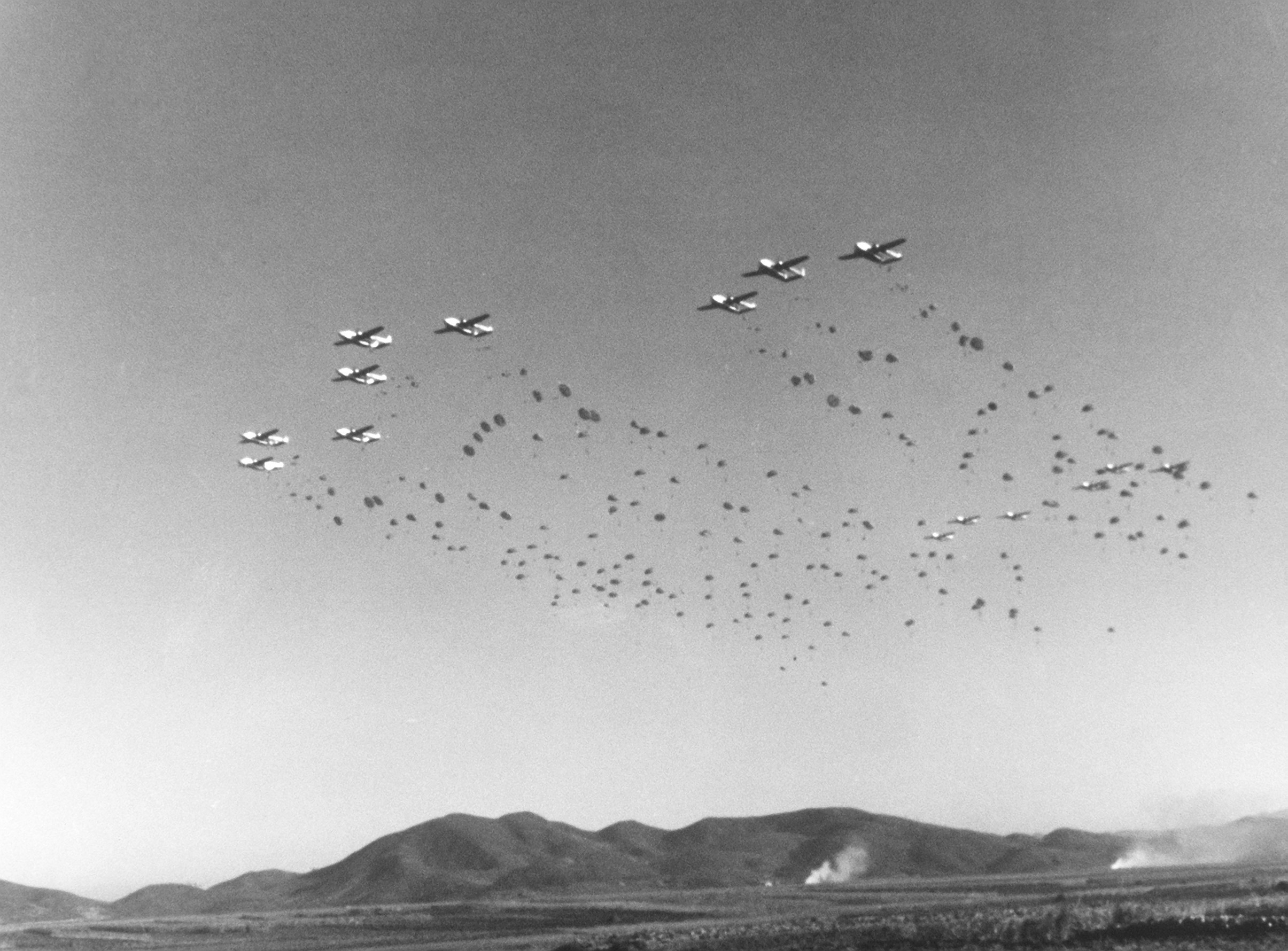
C-119 beim Einsatz über Korea im November 1952

Die Fairchild C-119 war ein zweimotoriges Militärtransportflugzeug der Zeit des Kalten Krieges aus US-amerikanischer Produktion. Hersteller war die Fairchild Aircraft Ltd. Entwickelt wurde sie aus der Fairchild C-82 Packet. Deren Spitzname Flying Boxcar („fliegender Güterwaggon“) – der dann auch für die C-119 übernommen wurde – leitet sich vom Laderaum her, der die Abmessungen eines Eisenbahn-Güterwaggons aufwies. Zwischen 1947 und 1955 wurden 1.183 Flugzeuge in verschiedenen Varianten hergestellt.

## Verwendung
Der Flugzeugtyp wurde intensiv während des Korea-Krieges eingesetzt. Außer von der US Air Force wurde die C-119 auch von Kanada, Belgien, Italien und Indien genutzt. Weil die US Air Force, insbesondere das Strategic Air Command, ab Beginn der 1950er Jahre einen Großteil der Produktionskapazitäten von Pratt & Whitney für sich beanspruchte, stellte man ab der C-119F auf Wright R-3350 Triebwerke um. Teilweise wurden auch ein zusätzliches Strahltriebwerk des Typs Westinghouse J34 auf der Rumpfoberseite oder zwei General Electric J85-GE-17 unter den Tragflächen angebaut, um die Kurzstarteigenschaften weiter zu verbessern.
Fast alle Hilfsantriebe waren elektrisch – statt wie häufiger üblich hydraulisch – ausgeführt. Im Frachtraum befand sich eine Schiene, die den Frachtabwurf vereinfachte. Der Flugingenieur konnte mit Hilfe eines kleinen Oszilloskops die Funktion jeder einzelnen Zündkerze – immerhin je Motor 56 Stück (28 Zylinder mit Doppelzündung) – überwachen.
Wegen der geringen Höchstgeschwindigkeit von 243 Knoten (450 km/h) witzelten die Besatzungen gerne, dass statt der Borduhr ein Kalender hätte eingebaut werden sollen.
Als modifizierte Version der C-119 war die XC-120 Packplane geplant. Bei dieser Version konnte der gesamte untere Rumpf abgenommen und somit ausgetauscht werden. So hätte die Maschine je nach Verwendung und Mission ein passendes Modul aufnehmen können. Es wurde lediglich ein flugtaugliches Exemplar 1950 der US Air Force übergeben.
Am 27. Juni 1958 fingen zwei sowjetische MiG-17-Kampfflugzeuge südlich von Jerewan eine C-119 ab, deren Besatzung unverletzt gefangen genommen werden konnte, obwohl das Flugzeug abstürzte und ausbrannte. Die Besatzung wurde am 7. Juli US-Vertretern übergeben.
Im Rahmen des „Projekt Gunship III“ wurden ab 1967 etliche C-119 in zum Teil schwer bewaffnete Gunships mit der Bezeichnung AC-119 umgebaut und im Vietnamkrieg eingesetzt.
Eine Fairchild C-119 wurde 2004 in der Neuverfilmung des Abenteuerfilms Der Flug des Phoenix eingesetzt.

## Versionen

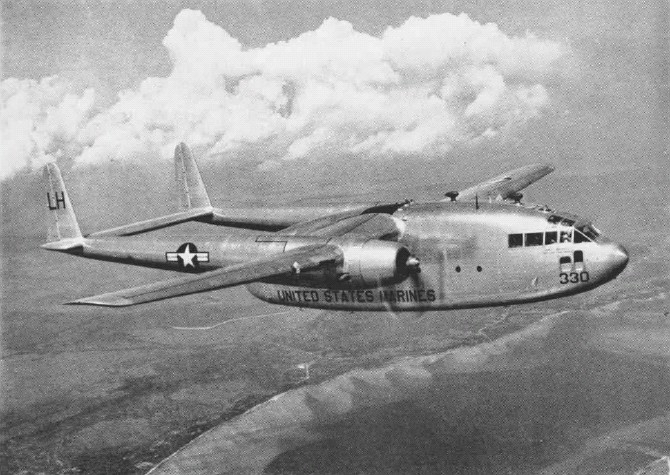
R4Q-1 des U.S. Marine Corps 1950.

XC-119A
Prototyp der Serienversion der XC-82B, später C-119A. Umbau zu Testflugzeug EC-119A.
C-119B
Serienversion mit P&W R-4360-20 (2424 kW Startleistung), 55 wurden gebaut.
C-119C
C-119B mit P&W R-4360-20W (2610 kW Startleistung), die Vorderkanten der Seitenleitwerke verlängert, 303 wurden gebaut.
YC-119D
Vorschlag einer Version mit abnehmbarem Transportbehälter, später als XC-128A bezeichnet. Die Version wurde nicht gebaut.
YC-119E
C-119D mit R-3350-Motoren, später als XC-128B bezeichnet. Die Version wurde nicht gebaut.
YC-119F
Umbau einer C-119C und Ausrüstung mit Wright-R-3350-85 (2610 kW Startleistung), beide Seitenleitwerke nach unten verlängert (wurde später auch bei C Modellen nachgerüstet)
C-119F
Serienversion der YC-119F, das Fahrwerk wird nun hydraulischen ein- und ausgefahren, 256 wurden gebaut.
C-119G
C-119F mit anderen Propellern (Aeroproducts), 480 wurden gebaut.
AC-119G Shadow
Umbau von 26 C-119G zu Gunships.
YC-119H
Umbau einer C-119C mit verlängerten Flügeln und modifiziertem Heckleitwerk.
C-119J
Ausrüstung von 62 C-119F/G mit anderem Rumpfheck.
EC-119J
Umbau von C-119J für die Satellitenverfolgung.
MC-119J
Bezeichnung für C-119J, die als Ambulanzflugzeuge ausgerüstet werden konnten.
YC-119K
Umbau einer C-119G mit zwei Turbojet-Strahltriebwerken General Electric J85 in Gondeln unter den Tragflächen.
C-119K
Umbau von fünf C-119G analog der YC-119K.
AC-119K Stinger
Umbau von 26 C-119K zu Gunships.
C-119L
22 modifizierte C-119Gs.
XC-120 Packplane
Umbau einer C-119B mit abnehmbarem Transportbehälter.
C-128
ursprüngliche Bezeichnung der YC-119D und YC-119E.
R4Q-1
Bezeichnung der United States Navy für die C-119C, 39 wurden gebaut.
R4Q-2
Bezeichnung der United States Navy für die C-119F (ab 1962 wieder C-119F), 58 wurden gebaut.

## Produktion
Abnahme der C-119 durch die USAF:
Im Rahmen des Mutual Defense Aid Program (MDAP) wurden 141 C-119 gebaut.
| Version      | Hersteller | 1948 | 1949 | 1950 | 1951 | 1952 | 1953 | 1954 | 1955 | SUMME | Bemerkung                      |
| ------------ | ---------- | ---- | ---- | ---- | ---- | ---- | ---- | ---- | ---- | ----- | ------------------------------ |
| C-119        | Fairchild  | 1    |      |      |      |      |      |      |      | 1     |                                |
| C-119B       | Fairchild  |      | 45   | 9    |      |      |      |      |      | 54    |                                |
| C-119C       | Fairchild  |      |      | 89   | 98   | 79   | 37   |      |      | 303   | 480.884 USD                    |
| C-119F       | Fairchild  |      |      |      |      | 98   | 23   |      |      | 121   | 1.093.940 USD                  |
| C-119F       | Kaiser     |      |      |      |      | 15   | 56   |      |      | 71    | 1.093.940 USD                  |
| C-119G       | Fairchild  |      |      |      |      |      | 127  | 186  | 83   | 396   | 590.028 USD                    |
| YC-119H      | Fairchild  |      |      |      |      | 1    |      |      |      | 1     |                                |
| R4Q-1        | Fairchild  |      | 1    | 7    | 23   | 8    |      |      |      | 39    |                                |
| R4Q-2        | Fairchild  |      |      |      |      |      | 58   |      |      | 58    |                                |
| C-119F MDAP  | Fairchild  |      |      |      |      | 18   |      |      |      | 18    | für Belgien                    |
| C-119F Sales | Fairchild  |      |      |      |      | 11   | 24   |      |      | 35    | für Kanada                     |
| C-119G MDAP  | Fairchild  |      |      |      |      | 4    | 47   | 11   |      | 62    | 22 für Belgien, 40 für Italien |
| C-119G Sales | Fairchild  |      |      |      |      |      |      | 5    | 21   | 26    | für Indien                     |
| SUMME        |            | 1    | 46   | 105  | 121  | 234  | 372  | 202  | 104  | 1185  |                                |

In Korea gingen 19 C-119 verloren, davon 11 im Einsatz. Lediglich 2 davon wurden durch Feindeinwirkung zerstört, der Rest durch Flugunfälle.
27 C-119B wurden in C-119C umgebaut. Insgesamt 68 C-119J entstanden aus C-119G.

## Militärische Nutzer
- Äthiopien: 8 ex USAF
- Belgien: Belgische Luftstreitkräfte 40 neue und 6 von der USAF übernommen
- Brasilien: 13 von der USAF
- Frankreich: Französische Luftwaffe verwendete 8 von der USAF geliehene Maschinen in Indochina
- Indien: 79
- Italien: 40 neue, 5 von der UNO und 25 ex-USAF
- Jordanien: 4 ex-USAF
- Kambodscha: 4
- Kanada: Royal Canadian Air Force 35
- Marokko: 12 ex-USAF und 6 ex-Kanada
- Norwegen: 8 ex-Belgien
- Spanien: 10 ex-Belgien
- Südvietnam: 91 ex-USAF
- Taiwan: 114 ex USAF
- UNO: 5 ehemalige USAF-Maschinen wurden von der indischen Luftwaffe betrieben und später an Italien weitergegeben
- Vereinigte Staaten

United States Air Force
United States Marine Corps
United States Navy

## Zwischenfälle
- Am 27. September 1951 stürzte eine Fairchild C-119C-15-FA Flying Boxcar der United States Air Force (Luftfahrzeugkennzeichen 49-169) in bergigem Gelände nahe dem Militärflugplatz Tachikawa (Tokio, Japan) ab, wobei alle fünf Crewmitglieder an Bord ums Leben kamen.[5]

- Am 15. Mai 1953 kollidierte ein Kampfjet vom Typ F-84E Thunderjet der US Air Force über Hemsbach mit einer Fairchild C-119C der US Air Force in einer Höhe von 5000 Fuß. Dabei starben zwei der sechs Insassen der Fairchild. Die anderen vier konnten vorher mit dem Fallschirm abspringen. Der Pilot der F-84 konnte sicher notlanden. Die Fairchild ging in einen unkontrollierten Sturzflug über, wobei sie mit einer weiteren C-119C der US Air Force kollidierte. Alle sechs Insassen der zweiten C-119C starben bei der Kollision. Insgesamt starben acht von dreizehn Personen bei der Kollision der drei Flugzeuge.[6]

- Am 10. August 1955 stießen bei Edelweiler, Deutschland, während einer Fallschirmjägerübung zwei US-amerikanische Fairchild C-119G (Kennzeichen 53-3222, 53-7841) zusammen. Beim Absturz in einem Kornfeld bzw. Waldgebiet bei Edelweiler kamen alle 66 an Bord beider Maschinen befindlichen US-Soldaten ums Leben.[7][8]

- Am 27. März 1958 kollidierte eine Fairchild C-119C-17-FA der United States Air Force (USAF) (49-195) 3 Kilometer nordnordwestlich von Bridgeport (Texas) (USA) im Flug mit einer Douglas C-124C Globemaster II (52-0981) der USAF. Beide Maschinen stürzten ab. Alle 3 Besatzungsmitglieder kamen ums Leben, außerdem alle 15 Insassen der C-124.[9]

- Am 19. Juli 1960 verunglückte eine Fairchild C-119G der belgischen Luftwaffe (CP-36/OT-CBP) in bergigem Gelände bei Rushengo (Demokratische Republik Kongo). Von den 43 Insassen wurden 39 getötet, alle 3 Besatzungsmitglieder sowie 36 Passagiere.[10]

- Am 12. Dezember 1961 kollidierten zwei Fairchild C-119G der belgischen Luftwaffe (Kennzeichen CP-25/OT-CBE und CP-23/OT-CBC) während des Fluges bei Montignies-lez-Lens (Belgien). Alle 13 Besatzungsmitglieder beider Maschinen (8 + 5) kamen ums Leben.[11][12]

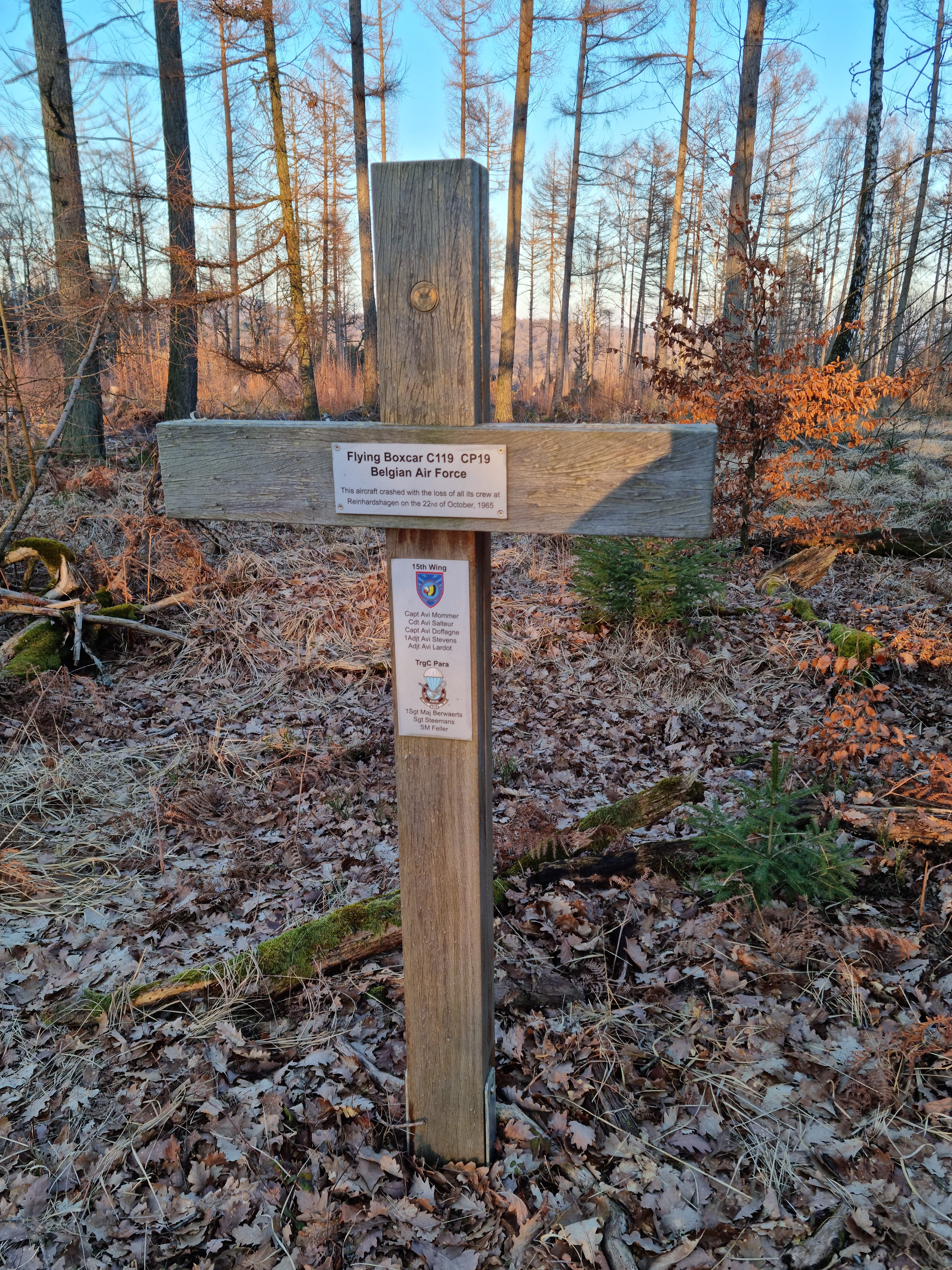
Kreuz zum Gedenken an den Unfall der Flying Boxcar C119 CP19 der Belgischen Luftwaffe an der Kasseler Schneise im Reinhardswald, Oktober 1965

- Am 26. Juni 1963 wurde eine Fairchild C-119G der belgischen Luftstreitkräfte (Kennzeichen CP 45/OT-CEE) über dem Truppenübungsplatz Senne von britischen Mörsergranaten getroffen. Neun Fallschirmjäger konnten noch aus der abgeschossenen Maschine abspringen, bevor diese bei Detmold abstürzte. Alle anderen 33 Fallschirmjäger und die 5 Crewmitglieder wurden getötet.[13]

- Am 22. Oktober 1965 flog eine Fairchild C-119G der belgischen Luftwaffe (Kennzeichen CP-19/OT-CAS) im Reinhardswald, 2,7 Kilometer westnordwestlich von Reinhardshagen-Veckerhagen in einen bewaldeten Berg. Alle acht Insassen kamen ums Leben. Mit der Maschine sollte Nachschub für ein Manöver im nordhessisch-ostwestfälischen Raum geliefert werden.[14][15]

- Am 23. Februar 1980 verunglückte eine Fairchild C-119G der Indischen Luftstreitkräfte (Kennzeichen unbekannt) beim Start auf dem Flughafen Agra (Indien). Bei dem Versuch, zu früh hochzuziehen, um einem Radfahrer auf der Startbahn auszuweichen, kam es zum Strömungsabriss. Die Maschine stürzte über die rechte Tragfläche ab und explodierte. Alle 46 Insassen kamen ums Leben.[16]

- Am 6. Juni 1983 stürzte eine Fairchild C-119G der taiwanischen Luftwaffe (3197) einige Minuten nach dem Start vom Flughafen Kinmen aufgrund des Ausfalls eines Motors und eines Strömungsabrisses ins Meer. Insgesamt starben 38 der 47 Insassen.[17]

## Technische Daten
| Kenngröße             | Daten                                                                          |
| --------------------- | ------------------------------------------------------------------------------ |
| Besatzung             | 5                                                                              |
| Zuladung              | bis zu 62 Soldaten, 35 Tragen oder 4.500 kg Fracht                             |
| Länge                 | 26,35 m                                                                        |
| Spannweite            | 33,30 m                                                                        |
| Höhe                  | 8,10 m                                                                         |
| Flügelfläche          | 134,43 m²                                                                      |
| Flügelstreckung       | 8,25                                                                           |
| Leermasse             | 18.144 kg                                                                      |
| max. Startmasse       | 30.350 kg                                                                      |
| Höchstgeschwindigkeit | 450 km/h (243 kts)                                                             |
| Steigrate             | 308 m/min (1.010 ft/min)                                                       |
| Dienstgipfelhöhe      | 7.286 m (23.900 ft)                                                            |
| Reichweite            | 2.832 km (1.529 NM)                                                            |
| Triebwerke            | 2× Sternmotor Pratt & Whitney R-4360-20W, je 3.549 PS (2.610 kW) Startleistung |